# 彭信古
彭信古（16世紀—17世紀），又名彭顯謨，字叔籛，號龍陽，湖廣黃州府麻城縣匠籍，明朝軍事人物。

## 生平
彭信古是萬曆十四年進士彭好古之弟、彭遵古之兄，曾一同在縣學讀書；他每次考試都落第，因此對弟弟彭遵古說：「你擅常文章，每次考試名列前茅，這次考卷我和你對調。」揭榜時，遵古以他的文章排行第一，他輟書歎道：「大丈夫為何要拿筆赴宮闕，班超可曾撫劍？」於是改為習武。萬曆十一年（1583年）中武進士，十七年（1589年）時因查清軍丁不力被問罪，於廣州海防遊擊任內又被兩廣總督陳大科彈劾用千金賄賂乞賜提問遭革職。
萬曆朝鮮之役時，彭信古擔任步兵遊擊，負責攻擊日軍軍營，攻擊期間本營失火，烽火沖天，明軍因而敗績，明神宗怒而將他降為事官，後敘功賜廕衛指揮。

## 引用
1. ↑  《萬曆丙戌科進士同年總綠》：彭好古 湖廣黃州府麻城縣匠籍……曾祖伯彝，祖易經，父岱，母饒氏，慈侍下，兄述古、顯謨 癸未會中試武舉，永道守備、遵古 同科進士……
2. ↑  四庫全書《湖廣通志·卷一百二十·雜紀》：彭信古，字龍陽，麻城人。幼同季弟遵古、從伯兄好古學，皆嗜讀書，而信古獨勇擴山，有祟常魅人，信古力叱之聲如山頹，詰旦往視則一白狼斃巖下，然每試輒鈍，及以已文予其弟仍擢首，乃慨然廢書，以武籍登進士，而伯季皆第春官，時人稱為「三陽」，以其字熙陽、龍陽、丹陽也。 舊通志
3. 1 2  民國《麻城縣志·卷九·耆舊志一》：彭信古，字叔籛，好古仲弟，與伯季俱諸生。信古試輒鈍，謂季弟遵古曰：「爾利於文，每冠軍嗣試，予與爾易之。」及揭榜，遵以信文仍擢首，乃輟書歎曰：「大丈夫奚事毛錐玉門，定遠可按劍乎？」遂因武籍登萬曆癸未進士，累官朝鮮參戎；朝鮮用兵，信古率步兵用大棓擊斃其渠魁，眾軍進逼賊濠毀其柵，尋以礮裂失利充為事官，後敘功賜廕。 府志
4. ↑  《明神宗顯皇帝實錄·卷二百九十六》：（萬曆十七年十一月萬乙卯）湖廣永州府靖西小水永明三營額設軍丁六百五十名，指揮周國望等賄免二百餘名，守備彭顯謨借事覈查，軍士譟起，顯謨僅以身免，撫按請按律罪遣章下兵部。
5. ↑  《明神宗顯皇帝實錄·卷二百九十六》：（萬曆二十四年四月庚戌）兩廣總督陳大科題遊擊彭信古以千金餽遺乞賜提問，章下兵部。……（戊午）革廣州海防遊擊彭信古，任行巡按御史提問，以陳大科參奏餽遺請託也。
6. ↑  《明神宗顯皇帝實錄·卷三百二十八》：萬曆二十六年十一月壬午朔，先是倭奴分據三路聯絡固守，我兵四路齊下水陸並進……號令不嚴致臨戎失火、施救無策，因而避敵偷生者步兵彭信古、茅國器、葉邦榮、藍芳威、馬兵、師道立、柴登科、祖承訓……彭信古等充為事官……
7. ↑  《明史·卷二百三十九·列傳第一百二十七》：朝鮮再用師……步兵遊擊彭信古用大棓擊寨，碎其數處。衆軍進逼賊濠，毀其柵。忽營中礮裂，煙燄漲天。賊乘勢衝擊，固城援賊亦至。騎兵諸將先奔，一元亦還晉州。
8. ↑  四庫全書《湖廣通志·卷三十九·選舉志》：武勳附……明……彭信古 麻城人，以平倭廕衛指揮